# كيوي غاردنر
كيوي غاردنر (بالإنجليزية: Kiwi Gardner)‏ مواليد 7 أبريل 1993 في مانتيكا، هو لاعب كرة سلة أمريكي. بدأ مسيرته الاحترافية في سنة 2013. يحمل الرقم 55. يبلغ طوله 5 قدم 7 بوصة (1.7 م). لعب مع نادي الأنصار لكرة السلة في الدوري السعودي الممتاز لكرة السلة.

## روابط خارجية
- كيوي غاردنر على موقع كرة السلة الأوروبية.كوم (الإنجليزية)
- كيوي غاردنر على موقع ريلجم (الإنجليزية)
- كيوي غاردنر على موقع بروبوليرز (الإنجليزية)
- كيوي غاردنر على موقع سبورتس رفرنس (الإنجليزية)